# Conferência de Lausana

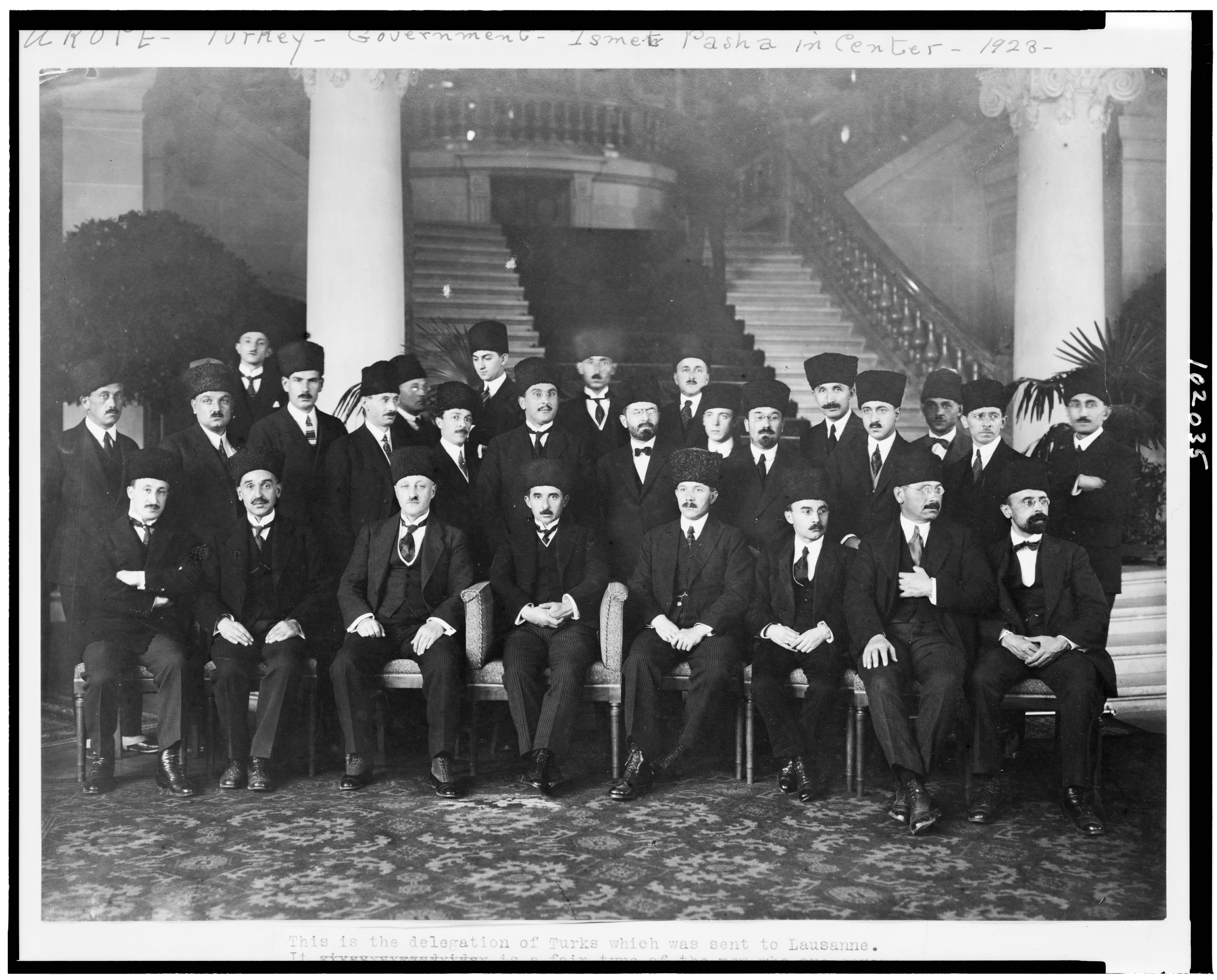
A delegação turca na conferência, 1923 (İsmet İnönü na primeira fila, quarto da esquerda)

A Conferência de Lausana (Lausanne) foi uma conferência realizada na cidade de Lausana, na Suíça durante 1922 e 1923. Seu propósito foi a negociação de um tratado para substituir o Tratado de Sèvres que, sob o novo governo de Kemal Paxá (Atatürk), deixou de ser reconhecido pela Turquia.
A conferência foi aberta em novembro de 1922, com representantes do Reino Unido, França, Itália e da própria Turquia. A Grande Assembleia Nacional, o parlamento turco, escolheu İsmet İnönü, Rıza Nur e o rabino-chefe Chaim Nahum como seus representantes. George Nathaniel Curzon, Secretário do Exterior britânico, foi coordenador da conferência e a mediou. A França e a Itália acreditavam que, após a Crise de Chanak, o prestígio britânico com a Turquia estaria irremediavelmente danificado, e ficaram chocados ao descobrir que o respeito turco pelos britânicos não havia sido diminuído, já que as tropas destes haviam mantido suas posições durante a batalha em Chanak, enquanto os franceses, por sua vez, receberam ordens para recuar.
A conferência durou onze semanas; ouviram-se discursos de Benito Mussolini, da Itália, e Raymond Poincaré, da França, entre outros. Ao final, a Turquia concordou com as cláusulas políticas e a "liberdade dos estreitos", que era a principal preocupação britânica. A questão da situação de Mossul foi adiada, já que Curzon recusou-se a ser pressionado para alterar a posição britânica de que a área fazia parte do Iraque; a delegação francesa, no entanto, não conseguiu atingir qualquer uma de suas metas, e em 30 de janeiro fez um comunicado anunciando que o país não considerava o tratado mais do que uma "base para discussão". Os turcos recusaram-se, então, a assinar o tratado; em 4 de fevereiro de 1923 Curzon fez um apelo final a İsmet Paxá, para que o assinasse, e quando este recusou as negociações foram interrompidas, e o próprio Secretário do Exterior abandonou o país na mesma noite, no Expresso do Oriente.
O Tratado de Lausana acabou sendo assinado finalmente em 24 de julho de 1923.